# Hotel Municipal
O Hotel Municipal é um prédio paulistano localizado no entroncamento da Avenida São João com a Conselheiro Crispiniano, e é considerado uma das mais belas obras arquitetônicas do centro de São Paulo. O prédio integra um bloco de construções de grande valor arquitetônico da cidade, no qual constam os hotéis Britânia, Central, o Prédio Oscar Rodrigues e o prédio dos Correios. 
O hotel já foi de propriedade de vários empresários, mas um em especial, o imigrante português Joaquim de Andrade, foi o responsável pelas primeiras grandes intervenções no edifício, como a criação de banheiros individuais nos quartos. O mesmo foi dono de diversos hotéis na mesma região, como o Rivoli (do qual é fundador) e o Hotel Inca, em frente ao Bar Brahma.
Após a chegada de grandes redes internacionais, o Hotel Municipal fechou as portas e seu edifício ocupado por movimentos sociais que costumam invadir prédios na região.